# Vernon (Romanche)
Der Vernon (französisch: Ruisseau du Vernon) ist ein kleiner Fluss in Frankreich, der im Département Isère in der Region Auvergne-Rhône-Alpes verläuft. Er entspringt im westlichen Gemeindegebiet von Chamrousse, entwässert generell Richtung Südwest und erreicht nach rund 16 Kilometern im Gemeindegebiet von Vizille als rechter Nebenfluss die Romanche. In seinem Unterlauf quert der Vernon teilweise unterirdisch das Stadtgebiet von Vizille und wird knapp vor Erreichen seines Mündungspunktes in den Canal de la Romanche abgeleitet.

## Orte am Fluss
(Reihenfolge in Fließrichtung)
- Le Recoin, Gemeinde Chamrousse
- Les Odots, Gemeinde Saint-Martin-d’Uriage
- Les Guichards, Gemeinde Vaulnaveys-le-Haut
- Les Meynards, Gemeinde Vaulnaveys-le-Bas
- Le Mas, Gemeinde Vizille
- Vizille